# Igor Gielow
Igor Gielow (São José dos Campos, 1973) é um jornalista brasileiro, que atua no jornal Folha de S.Paulo, desde 1992.

## Biografia
De ascendência eslavo germânica, Igor Gielow em São José dos Campos, município localizado no interior do estado de São Paulo, no ano de 1973. Ingressou no jornalismo trabalhando em 1992, no jornal Folha da Tarde, como repórter.
Posteriormente, ingressou no jornal Folha de S.Paulo, onde iniciou trabalhando no caderno regional do periódico, seção do jornal responsável pela cobertura das cidades São José dos Campos, São José do Rio Preto e Campinas. Na sede do jornal na cidade de São Paulo, ocupou diversos cargos, ocupou uma série de cargos, atuando como redator deo caderno Mundo, editor-adjunto da seção de Dinheiro, repórter e editor-assistente de Brasil, além de atuar como coordenador da Agência Folha.

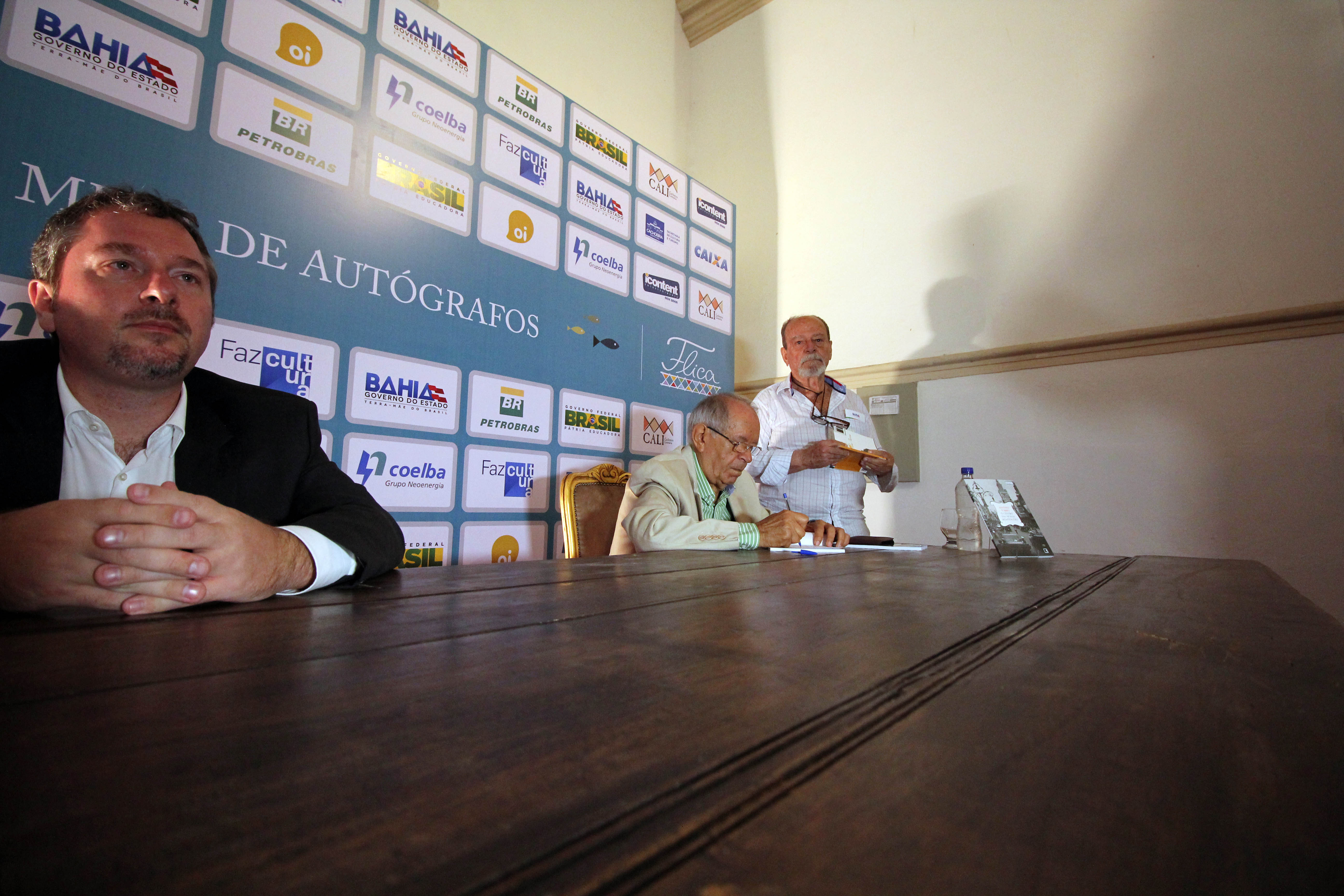
Igor Gielow e Antônio Torres com seu livro Ariana na Festa Literária Internacional de Cachoeira de 2015.

Durante seu trabalho no jornal cobriu eventos como o Massacre do Carandiru, a tomada da residência do embaixador japonês em Lima, a CPI dos Títulos Públicos, além de uma série de guerras, como a  guerra no Afeganistão, a Invasão da Ucrânia pela Rússia e a Guerra do Líbano .
Mudou-se para Brasília, no ano de 2003, para cobrir o primeiro mandato presidencial de Luiz Inácio Lula da Silva. Manteve-se no cargo durante o governo Dilma Rousseff e cobriu as primeiras etapas do impeachment da presidenta. Pouco antes da conclusão do processo sobre Dilma, retornou para São Paulo para integrar uma equipe de repórteres especiais da secretária de redação do jornal.
Em 2016, lançou seu primeiro livro, Arianas, lançado pela Editora Record. O romance mostra um jornalista de guerra brasileiro radicado em Londres que cobria conflitos entre Paquistão e Irã e tem seu hotel atingindo por um ataque com bombas.
Venceu o Grande Prêmio Folha de jornalismo de 2009, com a reportagem "a fronteira da guerra" onde o jornalista acompanhou os campso de refugiados e as cidades do fronte de batalha paquistanês,  onde apurou a morte do principal comandante do Talibã no país, Baitullah Mehsud. Em 2022, venceu novamente o prêmio, desta vez, na categoria 'Cobertura Quente', pela sua atuação durante a cobertura da guerra da Rússia com a Ucrânia.

## Publicações

### Livros
- Ariana. Rio de Janeiro: Editora Record, 2015.[24]